# 埃文斯維爾 (伊利諾伊州)
埃文斯維爾（英語：Evansville）是位於美國伊利諾伊州蘭道夫縣的一個村落。

## 地理
埃文斯維爾的座標為38°05′03″N 89°56′02″W / 38.08417°N 89.93389°W，而該地最高點為海拔高度119米（即390英尺）。

## 人口
根據2010年美國人口普查的數據，埃文斯維爾的面積為2.11平方千米，當中陸地面積為2.04平方千米，而水域面積為0.07平方千米。當地共有人口701人，而人口密度為每平方千米332人。